# Pangnirtung
Pangnirtung (o Pang, també Pangniqtuuq) és un llogaret Inuit dins Nunavut, Canadà. Es troba a l'Illa de Baffin. En el cens de 2016 consta que té 1.481 habitants. Pangnirtung està situat al fiord de Pangnirtung.
Segons els residents el nom real seria Pangniqtuuq, que significa "el lloc de molts caribús".